# Trowbridge-Spitzmaus

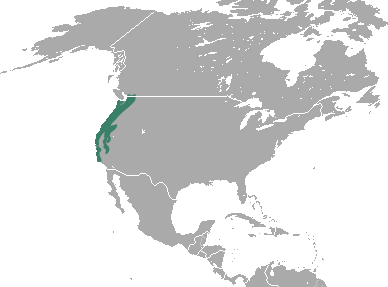
Verbreitungsgebiet der Trowbridge-Spitzmaus

Die Trowbridge-Spitzmaus (Sorex trowbridgii) ist ein im westlichen Nordamerika verbreitetes Säugetier in der Gattung der Rotzahnspitzmäuse. Aufgrund genetischer Abweichungen zu anderen in Nordamerika vorkommenden Gattungsvertretern wird die Art gelegentlich in eine eigene Untergattung, die keinen Namen trägt, eingeordnet. Das Typusexemplar stammt von der Mündung des Columbia River in den Pazifik. Der Artzusatz im wissenschaftlichen Namen ehrt den amerikanischen Militär und Geophysiker William Petit Trowbridge.

## Merkmale
Die Exemplare erreichen eine Gesamtlänge von 104 bis 133 mm, inklusive eines 48 bis 61 mm langen Schwanzes und haben 12 bis 15 mm lange Hinterfüße. Das graue Fell der Oberseite kann im Sommer braune Tönungen aufweisen. Im Gegensatz zu anderen amerikanischen Rotzahnspitzmäusen ist das unterseitige Fell nur undeutlich heller. Typisch für den Kopf sind viele Vibrissen und Ohren, die fast vollständig im Fell versteckt sind. Der haarige Schwanz der Jungtiere wird bei erwachsenen Individuen fast nackt. Er ist deutlich in eine dunkle Oberseite und eine helle Unterseite aufgeteilt. Wie bei anderen Gattungsmitgliedern besitzen die Zähne eine rotbraune Färbung. Auf einer Seite im Oberkiefer folgen auf den Schneidezahn mit zwei Höckern fünf einspitzige Zähne und vier Backenzähne. Bei den Seiten des Unterkiefers liegen neben dem Schneidezahn drei einspitzige Zähne, worauf drei Backenzähne folgen. Je nach Population besteht der diploide Chromosomensatz aus 31 bis 42 Chromosomen. Das Gewicht liegt bei 3,8 bis 8 g.

## Verbreitung
Das Verbreitungsgebiet liegt im Westen der Vereinigten Staaten an der Pazifikküste und reicht bis ins südliche British Columbia (Kanada). Die Trowbridge-Spitzmaus lebt im Flachland und in Gebirgen bis 1820 Meter Höhe. Sie hält sich in trockenen und feuchten Wäldern, in Strauchflächen und in Grasländern auf. Wichtig ist ein dichter Unterwuchs oder eine dicke Laubschicht.

## Lebensweise
Diese Spitzmaus kann zu allen Tageszeiten aktiv sein. Bei starker Kälte oder Wärme bleiben die Exemplare in ihrem Versteck. Die Nahrung besteht vorwiegend aus Gliedertieren, wie Netzflügler, Käfer, Zweiflügler, Schmetterlinge, Schnabelkerfe, Hautflügler, Hundertfüßer und Spinnentiere, die mit Ringelwürmern und Weichtieren komplettiert werden. Gelegentlich zählen Samen der Gewöhnlichen Douglasie und andere Pflanzenteile zur Nahrung. Die Trowbridge-Spitzmaus wird selbst vom Streifenkauz und vom Riesen-Querzahnmolch Dicamptodon ensatus gejagt. Hauskatzen fangen sie gelegentlich und fressen den Kadaver nicht.
Allgemein findet der Fellwechsel im Herbst zwischen September und November sowie im Frühjahr zwischen April und Juni statt. In Gebirgen und klimatisch abweichenden Gebieten ist der Zeitpunkt verschoben. Trächtige Weibchen wurden zwischen Februar und Juni oder in einem kürzeren Zeitraum registriert. Ein Wurf enthält durchschnittlich 3,9 Neugeborene. Jungtiere werden in wärmeren Regionen eher geschlechtsreif und Weibchen sind zwei Wochen vor den Männchen sexuell aktiv. Die Lebensdauer der Trowbridge-Spitzmaus liegt bei etwa 18 Monaten.

## Gefährdung
Für den Bestand sind keine Bedrohungen bekannt. Die IUCN listet die Art aufgrund einer stabilen Gesamtpopulation als nicht gefährdet (least concern).